# Ніколас Россолімо
Ніколас Россолімо (англ. Nicolas Rossolimo; 28 лютого 1910, Київ — 24 липня 1975, Нью-Йорк) — американський, раніше французький, раніше російський шахіст і шаховий композитор, гросмейстер (1953).
На честь Ніколаса Россолімо був названий варіант у сицилійському захисті.

## Біографія
Микола Спиридонович Россолімо народився у Києві в сім'ї російського художника Спиридона Россолімо та його дружини Ксенії Миколаївни (урод. Скугаревська). Племінник відомого російського невролога та психіатра Григорія Россолімо.
Шахова юність Россолімо пройшла у Москві. Грати у шахи він почав ще у дитинстві. Спочатку він грав у шахи просто для загального розвитку, але з часом інтерес Ніколаса до цього заняття сильно зростав. У нього було веселе й безтурботне дитинство до початку російської революції.
Батько Ніколаса мав грецьке громадянство, багато подорожував, у 1916 році очолив художню академію у Сальвадорі в Південній Америці, а пізніше переїхав до Нью-Йорку. Його сім'я в той час знаходилася у Москві. Ніколас Россолімо став чемпіоном Москви з шахів серед школярів, а також вже у підлітковому віці почав публікувати шахові етюди і задачі.
У 1929 році у віці 19 років, завдяки грецькій національності батька, Россолімо з своєю мамою виїхали за кордон і незабаром оселилися у Парижі. У Франції Ніколас швидко став одним з провідних шахових майстрів.
Россолімо 7 разів завойовував першість Парижа, а у 1938 році посів друге місце у турнірі поступившись лише чемпіону світу з шахів Хосе Раулю Капабланці. Але в той же час в кар'єрі молодого шахіста чергувалися провали й успішні виступи.
У 1948 році Ніколас Россолімо став чемпіоном Франції з шахів, а пізніше зіграв два матчі проти Ксавери Тартаковера (1948) — 6:6 (+1 −1 =10), (1949)) — 5 : 5 (+5 -5 = 0). У 1950 році став міжнародним майстром а також публікував багато шахових етюдів у радянській і американській пресі.

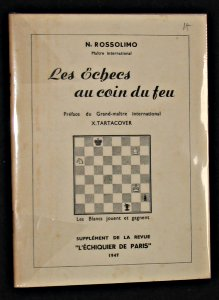
Шахи біля комина

Під час проживання у Франції россолімо написав збірку етюдів під назвою «Шахи біля комина» (фр. «Les échecs au coin du feu»). Передмова книги була написана Ксавери Тартаковером, а сама книга була видана в Парижі у 1947 році.

### Ніколас Россолімо 0-1 Ксавері Тартаковер (1948)[2]

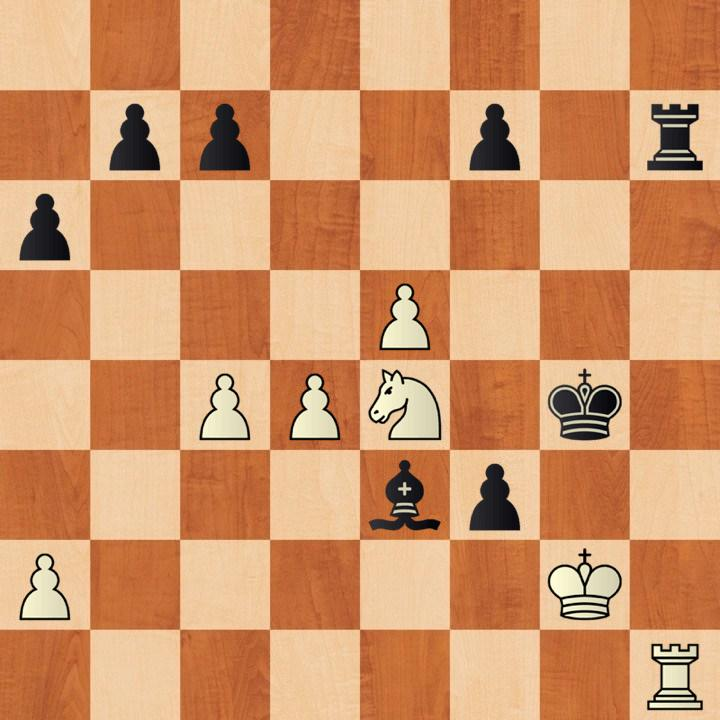
Положення на дошці після 40. f3+

1. Kf3 d5 2. b3 Cg4 3. Ke5 Cf5 4. d4 Kd7 5. e3 Kxe5 6. dxe5 e6 7. Cd3 Фg5 8. g3 Cg4 9. f4 Cxd1 10. fxg5 Ch5 11. O-O Ke7 12. Cb2 Kc6 13. Tf4 Cc5 14. Cd4 Kxd4 15. exd4 Ce7 16. h4 h6 17. gxh6 g5 18. Tf2 gxh4 19. g4 Cxg4 20. h7 Cg5 21. Tg2 Ce3+ 22. Kpf1 Cf5 23. Cxf5 exf5 24. c3 h3 25. Tg8+ Kpe7 26. Txa8 Txa8 27. Ka3 Th8 28. Kpe2 Cg5 29. Kb5 Kpd7 30. c4 dxc4 31. bxc4 a6 32. Kc3 Txh7 33. Kpf3 h2 34. Kpg2 Ce3 35. Ke2 f4 36. Th1 Kpe6 37. Tf1 Kpf5 38. Kg3+ Kpg4 39. Ke4 h1=Ф+ 40. Txh1 f3+ 0-1

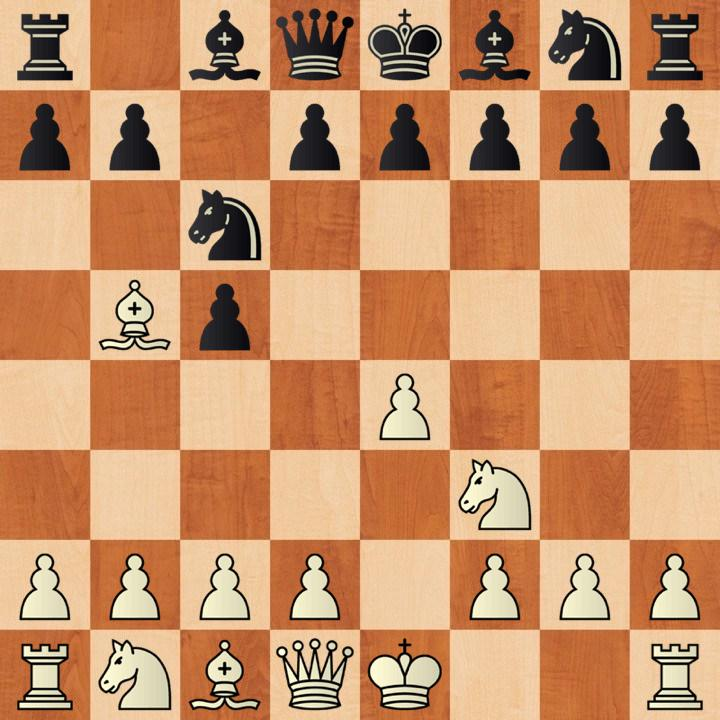
Варіант Россолімо у сицілійському захисті

## Кар'єра у США
За океан Ніколас із сім'єю переїхали лише у 1952 році. Пізніше він і його сім'я змогли отримати американське громадянство. У 1953 році Ніколас отримав найвище звання у шахах — гросмейстер.
У 1954 році, на панамериканських іграх, Россолімо посів 3-4 місце, а через рік на відкритому чемпіонаті США з шахів він розділив 1 місце з Самуелем Рашевським, проте за коефіцієнтом Россолімо був визнаний переможцем. На міжнародних змаганнях Ніколас виступав за збірні двох країн: Сполучених Штатів Америки і Франції.
Шахові турніри у США проводилися не так часто як у Європі, тому за океаном заробляти на життя було набагато важче. Чоловіку нерідко доводилося підпрацьовувати, і він змінив декілька професій від офіціанта і водія таксі до працівника пральної. Також він працював акордеоністом і співаком, розважаючи публіку піснями англійською і французькою мовами.

## Смерть і спадок
Ніколас Россолімо загинув у віці 65 років за досить курйозних обставин. Микола Спиридонович впав зі сходів й отримав травми голови, через які 24 липня 1975 року він помер.
Нині ім'я Россолімо носить досить популярний варіант сицілійського захисту 1.e4 c5 2.Kf3 Kc6 3.Cb5.
Ніколас Россолімо записав музичну пластинку з піснями російською, англійською та французькою мовами, над обкладинкою якої працював Марсель Дюшан. Крім цього, шахіст займався дзюдо і навіть мав коричневий пояс.

## Спортивні результати
| Рік       | Місто               | Турнір                          | +  | − | =  | Очки     | Місце |
| --------- | ------------------- | ------------------------------- | -- | - | -- | -------- | ----- |
| 1934      | Париж               | Чемпіонат Парижа                | 12 | 2 | 0  | 13 з 14  | 1     |
| 1938      | Париж               | Міжнародний турнір              | 6  | 1 | 3  | 7½ з 10  | 2     |
| 1939      | Париж               | Міжнародний турнір              | 9  | 0 | 5  | 11½ з 14 | 1     |
| 1947      | Гілверсум           | Зональний турнір                | 5  | 5 | 3  | 6½ з 13  | 7-8   |
| 1948      | Париж               | Чемпіонат Франції               | 5  | 0 | 3  | 6½ з 8   | 1     |
|           | Бевервейк           | Міжнародний турнір              |    |   |    | 5 з 9    | 3-4   |
|           | Бад-Гастайн         | Міжнародний турнір              | 12 | 2 | 5  | 14½ з 19 | 2-3   |
|           | Париж               | Матч проти Тартаковера          | 1  | 1 | 10 | 6 з 12   |       |
| 1948/1949 | Гастінгс            | Міжнародний турнір              | 4  | 0 | 5  | 6½ з 9   | 1     |
| 1949      | Саутсі              | Міжнародний турнір              | 8  | 0 | 2  | 9 з 10   | 1     |
|           | Гайдельберг         | Міжнародний турнір              | 4  | 1 | 4  | 6 з 9    | 2     |
|           | Тренчанське Теплиці | Міжнародний турнір              | 9  | 4 | 6  | 12 з 19  | 4-5   |
|           | Хіхон               | Міжнародний турнір              | 9  | 0 | 2  | 10 з 11  | 1     |
|           | Венеція             | Міжнародний турнір              | 8  | 2 | 5  | 10½ з 15 | 2     |
|           | Париж               | Матч проти Тартаковера          | 5  | 5 | 0  | 5 з 10   |       |
| 1949/1950 | Гастінгс            | Міжнародний турнір              | 6  | 0 | 3  | 7½ з 9   | 2     |
| 1950      | Бевервейк           | Міжнародний турнір              | 4  | 1 | 4  | 6 з 9    | 2-3   |
|           | Хіхон               | Міжнародний турнір              | 7  | 1 | 3  | 8½ з 11  | 1     |
|           | Венеція             | Міжнародний турнір              | 7  | 2 | 6  | 10 з 15  | 3     |
|           | Амстердам           | Міжнародний турнір              | 5  | 2 | 12 | 11 з 19  | 8     |
|           | Мар-дель-Плата      | Міжнародний турнір              | 5  | 3 | 9  | 9½ з 17  | 8     |
|           | Дубровник           | 9-а олімпіада                   | 7  | 1 | 4  | 9 з 12   | 2     |
| 1950/1951 | Гастінгс            | Міжнародний турнір              | 5  | 1 | 3  | 6½ з 9   | 2-3   |
| 1951      | Рейк'явік           | Міжнародний турнір              |    |   |    | 7½ з 9   | 1     |
|           | Саутсі              | Міжнародний турнір              | 6  | 0 | 4  | 8 з 11   | 1-2   |
|           | Більбао             | Міжнародний турнір              | 9  | 0 | 0  | 9 з 9    | 1     |
|           | Ла-Корунья          | Міжнародний турнір              |    |   |    | 6½ з 8   | 1     |
|           | Віторія             | Міжнародний турнір              | 6  | 0 | 1  | 6½ з 7   | 1     |
|           | Бірмінгем           | Турнір пам'яті Г. Стаунтона     | 4  | 2 | 9  | 8½ з 15  | 5-8   |
| 1952      | Гавана              | Міжнародний турнір              | 9  | 4 | 7  | 12½ з 20 | 6     |
| 1953      | Нью-Йорк            | Матч проти А. Бісгаєра          | 1  | 0 | 1  | 1½ з 2   | 3-8   |
|           | Бевервейк           | Міжнародний турнір              | 7  | 0 | 4  | 9 з 11   | 1     |
| 1954      | Нью-Йорк            | Чемпіонат США                   | 3  | 2 | 8  | 7 з 13   | 6-7   |
|           | Голлівуд            | Панамериканські ігри            |    |   |    | з        | 3-4   |
| 1955      | Лонг-Біч            | Відкрита першість США           |    |   |    | 10 з 12  | 1     |
| 1957      | Таррагона           | Міжнародний турнір              |    |   |    | 7½ з 9   | 2     |
| 1958      | Мюнхен              | 13-та олімпіада                 | 6  | 1 | 8  | 10 з 15  | 3     |
| 1960      | Лейпциг             | 14-а олімпіада                  | 2  | 1 | 3  | 3½ з 6   |       |
| 1965      | Нью-Йорк            | Чемпіонат США                   |    |   |    | 6 з 11   | 6     |
| 1966      | Гавана              | 17-а олімпіада                  | 5  | 1 | 4  | 7 із 10  |       |
| 1967      | Вашингтон           | Eastern Open Chess Championship | 7  | 0 | 2  | 8/9      | 1     |
|           | Пуерто-Рико         | Puerto Rico Open                | 5  | 0 | 2  | 6 / 7    | 1     |
| 1968      | Малага              | Міжнародний турнір              |    |   |    | 5½ / 11  | 6-9   |
| 1969      | Монте-Карло         | Гросмейстерський турнір         |    |   |    | 5½ / 11  | 7     |
|           | Вршац               | Міжнародний турнір              |    |   |    | 8½ / 15  | 6-8   |
| 1972      | Скоп'є              | 20-а олімпіада                  | 7  | 6 | 4  | 9 з 17   |       |
| 1975      | Нью-Йорк            | US Open                         | 7  | 1 | 1  | 7½ з 9   | 3     |